# Onychophagie

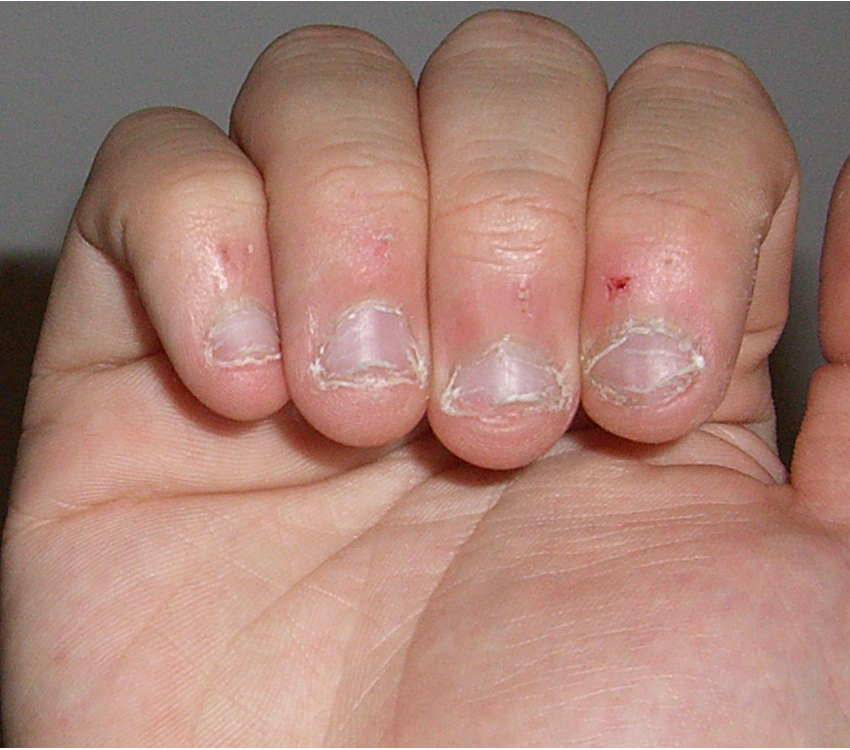
Illustration d'ongles rongés.

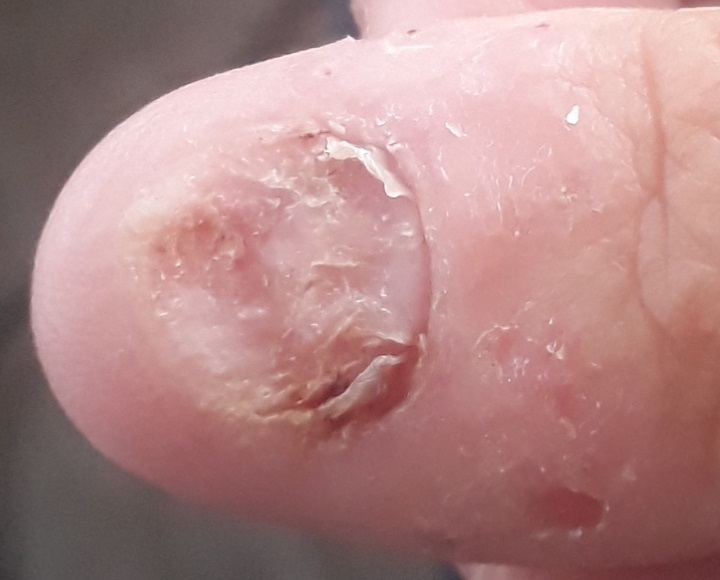
Ongle du pouce intégralement rongé.

L'onychophagie est l'acte de se ronger les ongles, en général des mains, et parfois des pieds.
L'onychophagie est classée comme dans la catégorie « obsessive-compulsive and related disorders » dans le DSM-5 et comme faisant partie d'« autres troubles précisés du comportement et troubles émotionnels apparaissant habituellement durant l'enfance et l'adolescence » (F98.8) dans la CIM-10. Il était classé comme un trouble du contrôle des impulsions dans le DSM-IV.

## Histoire médicale
En 1908, Edgar Bérillon se demande si ce "tic" est un signe de dégénérescence . C'est l'une des pathologies pour lesquelles ont été développées les thérapeutiques dites comportementales .

## Description
Dans son expression instinctive et minimale, l'onychophagie correspond à l'utilité de régulariser l'extrémité des ongles qui ne cessent de pousser tout au long de la vie. 
Cependant chez certains individus (enfants ou adultes plus rarement) cette activité « hygiénique » devient exagérée, compulsive puis non maîtrisable. Elle aboutit alors à la détérioration plus ou moins grave de l'extrémité des doigts ainsi que de l'éponychium.
Il s'agit d'un acte automutilateur, répondant à une très forte anxiété, et tend à être associé à d'autres comportements, comme le mordillement compulsif des lèvres, le bruxisme, l'acné excoriée ou la trichotillomanie. On le compare parfois à d'autres types d'automutilation.

## Prise en charge
Les solutions à cette pratique sont multiples, mais la volonté personnelle reste la meilleure[réf. nécessaire].
Parmi ces solutions :
- vernis amer
- pose de faux ongles
- hypnose

## Conséquences secondaires
L'onychophagie peut aussi être responsable de pathologie « mécanique» ou microtraumatique de l'ongle » et :
- d'onychomycose (infection de l'ongle par un champignon microscopique)[7] ;
- de paronychies[8] ;
- de mélanonychies [9] ;
- de possibles répercussions dentaires, quand en se rongeant compulsivement les ongles, les dents connaissent d'incessantes petites lésions, éventuellement aggravée par un bruxisme[10], ce pourquoi cette pathologie est parfois mise en lien avec certaines « dysfonctions cranio-mandibulaires »[11] ;
- des intoxications chroniques, par exemple chez des utilisateurs de pesticides[12].

Selon Rabarin & al (2017), c'est la première cause d'infections aiguës du complexe pulpo-unguéal (IACPU, infections les plus fréquentes
de la main).

## Conception psychanalytique
Cette activité compulsive peut être liée à des pulsions orales sadiques, pulsions  se retournant contre le corps propre du sujet.[réf. nécessaire]